# Brainfuck
brainfuck, também conhecido como brainf*ck ou BF, é uma linguagem de programação esotérica notada pelo seu extremo minimalismo, criada por Urban Müller, em 1993. Ela é uma linguagem Turing completa, desenhada para desafiar e confundir os programadores, e não é útil para uso prático. Pela sua simplicidade, o desenvolvimento de compiladores e interpretadores para essa linguagem é muito mais fácil do que para outras linguagens. O nome da linguagem é geralmente não-capitalizado (começa com uma letra minúscula), apesar de ser um substantivo próprio.

## História
Urban Müller criou brainfuck em 1993, com a intenção de fazer uma linguagem que pudesse ser implementada com o menor compilador possível, inspirado pelo compilador de 1024 bytes de FALSE. Alguns compiladores foram feitos menores do que 200 bytes.
Exceto pelos seus dois comandos de E/S, brainfuck é uma variação da linguagem de programação P′′, criada por Corrado Böhm em 1964. Todos os outros seis comandos de brainfuck são idênticos ao de P′′.

## Características
O brainfuck acessa a memória RAM através de células de memória, e um ponteiro que aponta inicialmente a primeira célula. O tamanho de cada célula de memória depende do compilador ou interpretador usado. Na versão original, eram usadas 30000 células de memória, de 1 byte cada, porém é comum em implementações mais novas, terem apenas 5000 células. Existem versões com até 1 Dword (4 bytes) por célula de memória.
Algumas implementações possuem células de memória dinâmica, que podem aumentar de tamanho durante a execução, sempre que houver necessidade. Essas versões são mais flexíveis, porém mais lentas.
Na versão original, cada célula pode ter um valor entre -128 e 127, porém, em implementações mais novas, cada célula pode ter um valor entre 0 e 255. Sendo os números finitos, algumas implementações reportam erro quando esses valores são excedidos, mas isso é bem incomum, sendo o mais comum, os valores girarem automaticamente (se o valor da célula for igual a 255 e seu valor for aumentado novamente, esse valor passa a ser 0 e, se o valor for 0 e for diminuido novamente, esse valor passa a ser 255). A maioria das implementações reconhece a tecla Enter como ASCII 10.
Normalmente, a extensão usada pelos códigos fonte em brainfuck é .b ou .bf.

### Comandos
A linguagem possui apenas oito comandos, cada qual formado por apenas um caractere. Outros caracteres são considerados comentários, e são ignorados.
| Caractere | Descrição                                                                                         | Equivalente em C        |
| --------- | ------------------------------------------------------------------------------------------------- | ----------------------- |
| >         | Incrementa o ponteiro (acessa a célula de memória seguinte)                                       | ptr++;                  |
| <         | Decrementa o ponteiro (acessa a célula de memória anterior)                                       | ptr--;                  |
| +         | Incrementa em um, o valor da célula de memória selecionada                                        | array[ptr]++;           |
| -         | Decrementa em um, o valor da célula de memória selecionada                                        | array[ptr]--;           |
| .         | Imprime na tela o caractere relativo à célula de memória selecionada                              | putchar(array[ptr]);    |
| ,         | Salva na célula de memória selecionada o código da próxima tecla a ser pressionada                | array[ptr] = getchar(); |
| [         | Estrutura de controle que repete os comandos, enquanto a célula selecionada for diferente de zero | while (array[ptr]) {    |
| ]         | Fim da estrutura                                                                                  | }                       |

## Exemplos

### Programa Olá Mundo
```
++++++++++
[
>
++++++++
>
+++++++++++
>
++

++++++++
>
++++
>
+++
>
++++++++
>
++++++++

++++
>
+++++++++++
>
++++++++++
>
+++++++

++++
>
+++
>
+
<<<<<<<<<<<<
-
]
>
-
.
>
--
.
>
---

.
>
++++
.
>
++
.
>
---
.
>
---
.
>
.
>
.
>
+
.
>
+++
.
>
.

```

O programa acima escreve na tela o texto (sem aspas): “Ola, Mundo!”. Esse código poderia ser feito em uma única linha. Mais abaixo ainda, segue o mesmo código, escrito de forma mais legível, para explicar seu funcionamento:
```
+++++
 
+++++
 
[
         Inicia as células com os valores:

  
>
 
+++++
 
+++
         80

  
>
 
+++++
 
+++++
 
+
     110

  
>
 
+++++
 
+++++
       100

  
>
 
++++
              40

  
>
 
+++
               30

  
>
 
+++++
 
+++
         80

  
>
 
+++++
 
+++++
 
++
    120

  
>
 
+++++
 
+++++
 
+
     110

  
>
 
+++++
 
+++++
       100

  
>
 
+++++
 
+++++
 
+
     110

  
>
 
+++
               30

  
>
 
+
                 10

  
<
 
<<<<<
 
<<<<<
 
<
 
-

]

>
 
-
 
.
                 Escreve 'O'

>
 
--
 
.
                Escreve 'l'

>
 
---
.
                Escreve 'a'

>
 
++++
 
.
              Escreve vírgula

>
 
++
 
.
                Escreve ' '

>
 
---
 
.
               Escreve 'M'

>
 
---
 
.
               Escreve 'u'

>
 
.
                   Escreve 'n'

>
 
.
                   Escreve 'd'

>
 
+
 
.
                 Escreve 'o'

>
 
+++
 
.
               Escreve '!'

>
 
.
                   Escreve nova linha

```

A primeira linha salva o valor 10 na primeira célula, e inicia a repetição. Nas linhas seguintes avança uma célula e adiciona um número, e na linha 14 retorna para a primeira célula, e subtrai 1. Esse processo se repetirá até que o valor da primeira célula seja igual a 0, efetivamente multiplicando cada célula pelo valor da primeira.
Na linha 16 move para a segunda célula (valor 80), subtrai 1, e escreve o caractere correspondente em ASCII (letra O maiúscula), e assim sucessivamente.

### Reconhecendo teclas
O código a seguir pega uma letra minúscula digitada e, a retorna maiúscula. Se a tecla Enter for pressionada, o programa encerra.
```
,
>
++
[
<
-----
>
-
]
<
[
----------

------------
.,
----------
]
,

```